# Дмитриева, Дарья Андреевна
Да́рья Андре́евна Дми́триева (22 июня 1993, Иркутск) — российская гимнастка, серебряный призёр Олимпийских игр 2012 года в индивидуальном многоборье.
Чемпионка, серебряный и бронзовый призёр чемпионата России 2009 года; чемпионка Европы среди юниоров; победительница международных турниров «Дети Азии», «Кубок Дерюгиной»; чемпионка мира 2009 года в команде; двукратная чемпионка и серебряный призёр чемпионата мира 2010 года.

## Спортивная карьера
Художественной гимнастикой начала заниматься в 8 лет в «Юном динамовце» под руководством заслуженного тренера СССР Ольги Буяновой.
В 2008 году в компании с олимпийской чемпионкой Пекина Евгенией Канаевой и Александрой Соловьевой Даша выиграла Кубок мира среди клубных команд. Российская команда «Газпром» оказалась на голову выше занявшей второе место украинской «Школы Дерюгиной» и бронзового призёра — азербайджанского «Нефтчи». Не оставила шансов своим ровесницам спортсменка и в личном первенстве. Дмитриева оставила не у дел Мелитину Станюту из Беларуси и Айшу Мустафаеву из Азербайджана.
На чемпионате России по художественной гимнастике 2009, который проходил в Пензе, она завоевала 3 медали. Для дебютантки взрослого турнира Дмитриевой эти соревнования стали очень успешными: в упражнении с лентой Дарья взяла серебряную медаль, с мячом — бронзовую, а после выступления с обручем поднялась на высшую ступень пьедестала почёта.
На проходившем в японском городе Мия чемпионате мира по художественной гимнастике Дарья Дмитриева в компании своих титулованных соотечественниц — олимпийской чемпионки Пекина Евгении Канаевой, Дарьи Кондаковой и Ольги Капрановой — стала чемпионкой мира в командном зачёте.
Уже в ходе Олимпиады в Лондоне, за несколько дней до начала соревнований по художественной гимнастике, было объявлено о замене в составе сборной команды России и вместе с признанным фаворитом соревнований Евгенией Канаевой вместо Александры Меркуловой в Лондон поехала Дарья Дмитриева. Решение было принято в ходе контрольных тренировок; по словам главного тренера сборной Ирины Винер, решение было во многом обусловлено небольшой травмой Меркуловой.
Постолимпийский сезон Дарья начала крайне неудачно — в конце февраля 2013 года в одной из немецких клиник Дмитриевой была проведена операция на правом голеностопе. Операция прошла успешно, но восстановление проходило медленно. О завершении карьеры ни Дарья, ни её тренер Ольга Буянова, официальных заявлений не делали.
В сентябре 2013 года завершила свою спортивную карьеру.

## Личная жизнь
В августе 2015 года Дарья вышла замуж за хоккеиста Александра Радулова. 11 ноября 2015 года у пары родился сын Макар. 5 июня 2017 года пара развелась.

## Государственные и ведомственные награды
- Медаль ордена «За заслуги перед Отечеством» I степени (13 августа 2012 года) — за большой вклад в развитие физической культуры и спорта, высокие спортивные достижения на Играх XXX Олимпиады 2012 года в городе Лондоне (Великобритания)[11].

- Благодарность Президента Российской Федерации (9 января 2012) - за заслуги в развитии физической культуры и спорта, высокие спортивные достижения на XXVI Всемирной летней Универсиаде 2011 года в городе Шеньжене (Китай)[12]
- Заслуженный мастер спорта России (4 апреля 2011 года)[13]
- Мастер спорта России международного класса (22 декабря 2008 года)[14]